# ПМП (мина)
ПМП (от Противопехотная Мина Пулевая) — советская противопехотная мина нажимного действия представляющая собой полую стальную трубку со вставленным в неё пистолетным патроном калибра 7,62×25 мм ТТ.
Принцип действия: при наступлении на мину происходит выстрел в стопу жертвы, который, как правило, ведет к тяжёлым ранениям или даже увечьям.

## Тактико-технические характеристики
Тип — противопехотная пулевая нажимного действия
Корпус — сталь
Масса, кг — 0,145
Боевой элемент — пистолетный патрон 7,62×25 мм ТТ
Габаритный диаметр, см — 3,6
Высота (полная), см — 12,0
Тип датчика цели — нажимной
Диаметр датчика цели, см — 2,8
Время приведения  боевое положение — мгновенно после удаления предохранительной чеки
Усилие срабатывания, кг — 0,5 — 1
Температурный диапазон применения — -40°C / +50°C
Извлекаемость — извлекаемая
Обезвреживаемость — необезвреживаемая
Самоликвидация/самонейтрализация — нет/нет
Срок боевой работы — не определялся
Гарантийный срок хранения — 10 лет.